# Acraea propagata
Acraea propagata är en fjärilsart som beskrevs av Le Doux 1923. Acraea propagata ingår i släktet Acraea och familjen praktfjärilar. Inga underarter finns listade i Catalogue of Life.